# افق جدید (فیلم)
افق جدید (انگلیسی: New Horizon) یک فیلم درام محصول کشور اتحاد جماهیر شوروی در سال ۱۹۴۰ است که توسط استودیو فیلم باکو (شرکت تولید فیلم دولتی آذربایجان شوروی) ساخته شد. بازیگران این فیلم اسماعیل افندی‌اف، رضا افغانلی، السکر الکپروف و علی قربانوف هستند.